# Kochstraße (stacja metra)
Kochstraße – stacja metra w Berlinie na linii U6, w dzielnicy Kreuzberg, w okręgu administracyjnym Friedrichshain-Kreuzberg. Stacja została otwarta w 1923.